# Campeonato Mundial de Curling Femenino de 2000
El XXII Campeonato Mundial de Curling Femenino se celebró en Glasgow (Reino Unido) entre el 1 y el 9 de abril de 2000 bajo la organización de la Federación Mundial de Curling (WCF) y la Federación Británica de Curling.
Las competiciones se realizaron en la Braehead Arena de la ciudad escocesa.

## Tabla de posiciones
| Pos | Equipo         | G | P | G–P |
| --- | -------------- | - | - | --- |
| 1   | Canadá         | 7 | 2 | 1–0 |
| 2   | Noruega        | 7 | 2 | 0–1 |
| 3   | Suiza          | 6 | 3 | 1–0 |
| 4   | Escocia        | 6 | 3 | 0–1 |
| 5   | Suecia         | 5 | 4 | –   |
| 6   | Dinamarca      | 4 | 5 | –   |
| 7   | Alemania       | 4 | 5 | –   |
| 8   | Estados Unidos | 4 | 5 | –   |
| 9   | Japón          | 2 | 7 | –   |
| 10  | Francia        | 0 | 9 | –   |

## Cuadro final
|  | Semifinales | Semifinales |   |         | Final        | Final |  |
|  |             |             |   |         |              |       |  |
|  |             |             |   |         |              |       |  |
|  | Canadá      | 10          |   |         |              |       |  |
|  | Escocia     | 6           |   |         |              |       |  |
|  |             |             |   |         |              |       |  |
|  |             |             |   |         |              |       |  |
|  |             |             |   |         | Canadá       | 7     |  |
|  |             | Suiza       | 6 |         |              |       |  |
|  |             |             |   |         |              |       |  |
|  |             |             |   |         |              |       |  |
|  |             |             |   |         | Tercer lugar |       |  |
|  |             |             |   |         |              |       |  |
|  | Noruega     | 4           |   | Escocia | 5            |       |  |
|  | Suiza       | 5           |   |         | Noruega      | 10    |  |